# Aristillus din Samos
Aristillus din Samos (în greacă Ἀρίστυλλος, Aristyllos) (probabil mort spre 280 î.Hr.) a fost un astronom grec. El a creat primul catalog stelar din lumea occidentală prin anul 300 î.Hr., în colaborare cu Timocharis din Alexandria. Lucra la Biblioteca din Alexandria.
Craterul lunar Aristillus îi poartă astăzi numele.